# Qatif
Qatif es una localidad de Arabia Saudí, en la región Oriental.
Se extiende desde Ras Tanura y Jubail en el norte hasta Dammam en el sur, y desde el golfo Pérsico en el este hasta el Aeropuerto Internacional Rey Fahd en el oeste. Esta región tiene su propio municipio e incluye el centro de Qatif y muchas otras ciudades y pueblos más pequeños.
Qatif es uno de los asentamientos más antiguos del este de Arabia, su historia se remonta al 3500 a. C. Antes del descubrimiento del petróleo, la gente de Qatifi solía trabajar como comerciantes, agricultores y pescadores. Sin embargo, en los últimos años, tras el descubrimiento del petróleo y el establecimiento de la ciudad industrial de Jubail, la mayoría de los habitantes de Qatifi tienden a trabajar en los sectores de la industria petrolera, los servicios públicos, la educación y la salud.

## Demografía
Según estimación 2010 contaba con 97765 habitantes.